# Сива (приток Обвы)
Си́ва — река в Сивинском районе Пермского края, правый приток Обвы. Устье реки находится в 134 км по правому берегу Обвы. Длина реки составляет 96 км, площадь бассейна — 891 км².

## Этимология
Название происходит из двух коми-пермяцских слов: си — «волос», ва — вода, то есть сива — волосистая вода.

## География
Исток реки находится на северо-западе района на Верхнекамской возвышенности неподалёку от границы с Кировской областью. Исток лежит на водоразделе бассейнов Обвы и Лемана, рядом берёт начало река Ердва. Генеральное направление течения — юго-восток, русло сильно извилистое. Река протекает весь Сивинский район, устье находится на границе с Карагайским районом.
Крупнейший населённый пункт на реке — районный центр, село Сива. Помимо него река протекает посёлки и деревни Центральная, Глазовская, Захарята, Лебёдка, Юбилейный, Екатерининский, Даси, Федюнино, Диево, Томарово, Егорята, Монастырцы, Феклистята, Королята, Володята, Вятчаны. У села Сива на реке плотина и запруда.
Впадает в Обву в 13 км к юго-востоку от села Сива. Ширина реки в нижнем течении 25-30 метров.

## Притоки (км от устья)
- 17 км: река Немыль (лв)
- река Пещерка (пр)
- река Лучинская (пр)
- река Казанка (пр)
- 35 км: река Канцар (лв)
- река Браневка (пр)
- река Краковка (пр)
- 48 км: река Каракулка (пр)
- 52 км: река Малая Сива (пр)
- 53 км: река Алея (лв)
- река Демьянка (лв)
- 66 км: река Алтын (пр)
- река Селихинка (лв)
- 68 км: река Балис (пр)
- река Горевка (лв)
- река Расоха (лв)
- река Озёрка (пр)

## Данные водного реестра
По данным государственного водного реестра России относится к Камскому бассейновому округу, водохозяйственный участок реки — Кама от города Березники до Камского гидроузла, без реки Косьва (от истока до Широковского гидроузла), Чусовая и Сылва, речной подбассейн реки — бассейны притоков Камы до впадения Белой. Речной бассейн реки — Кама.
По данным геоинформационной системы водохозяйственного районирования территории РФ, подготовленной Федеральным агентством водных ресурсов:
- Код водного объекта в государственном водном реестре — 10010100912111100009325
- Код по гидрологической изученности (ГИ) — 111100932
- Код бассейна — 10.01.01.009
- Номер тома по ГИ — 11
- Выпуск по ГИ — 1